# ヴァヴァン駅
ヴァヴァン駅（ヴァヴァンえき、Vavin）は、フランスのパリメトロ4号線の駅である。1910年に開業した。
駅名は18世紀のフランスの政治家のアレックス・ヴァヴァンに由来している。

## 隣の駅
パリメトロ
■4号線:
モンパルナス＝ビヤンヴニュ駅 - ヴァヴァン駅 - ラスパイユ駅
座標: 北緯48度50分31秒 東経2度19分44秒 / 北緯48.8420037度 東経2.3290032度